# Jan Skarbek
Jan Skarbek  – né le 15 juin 1885 à Paszczyna, près de Dębica, prêtre catholique polonais, chroniqueur. Citoyen d'honneur d'Oświęcim – il a reçu ce titre des autorités de la ville en 1934. Le père Skarbek était connu, entre autres, sur la culture des relations interreligieuses à Oświęcim et le maintien de relations amicales avec le dernier rabbin d'Oświęcim, Elyahu Bombach. 

## Vie

### Éducation
En 1909, il est ordonné prêtre et diplômé en théologie à l'université Jagellonne. Il était également diplômé en droit de la même université de Cracovie. Il a été ordonné prêtre à Cracovie en 1909. Sa première institution pastorale fut la paroisse de St. Adalbert et St. Catherine à Jaworzno. En 1914. il se retrouve à Szczakowa, à proximité, et un an plus tard à Pleszów, près de Cracovie. En janvier 1926, le P. Skarbek devient le curé de la paroisse de l'Assomption de la Bienheureuse Vierge Marie à Oświęcim et occupe ce poste jusqu'à sa mort.

### Entre-deux-guerres
Il vient définitivement à Oświęcim en 1926. Il est conseiller municipal pendant de nombreuses années. En 1934, il reçoit le titre de citoyen d'honneur d'Oświęcim. Il est actif dans un certain nombre d'organisations caritatives, sociales et éducatives et est également impliqué dans le maintien de bonnes relations interreligieuses à Oświęcim. En 1929, il devient président du comité de construction du lycée d'Oświęcim (aujourd'hui lycée Stanisław-Konarski d'Oświęcim).

### La période de guerre
Pendant la seconde guerre mondiale, le père Skarbek a collaboré avec le mouvement de résistance au camp d'Auschwitz. Il a été impliqué dans l'aide aux évadés du camp KL Auschwitz, y compris en délivrant de faux actes de baptême.
Dans la nuit du 1er au 2 juillet 1942, des policiers allemands arrêtent le curé, le P. Skarbek et l'un des vicaires. Les prêtres sont battus et le presbytère pillé. La gouvernante du curé est également arrêtée. Le père Skarbek est emprisonné à Oświęcim, Katowice, Mysłowice et Bielsko. Après sa libération, les Allemands ne lui permettent pas de retourner à Oświęcim et il n'y retourne qu'en 1945 ; puis il a continué à agir comme curé.
Il meurt le 2 février 1951 à Oświęcim et est inhumé au cimetière paroissial d'Oświęcim.

## Activités pour les relations interreligieuses
Jan Skarbek a essayé de construire des relations avec les Juifs d'Oświęcim basées sur le respect mutuel. Il entretenait de bonnes relations avec le rabbin local Eliasz Bombach. D'après les mémoires d'Henri Flaumen, le P. Skarbek a rencontré le rabbin d'Oświęcim dans le parc, où ils ont parlé ensemble en hébreu. L'un des proches collaborateurs du curé de Skarbek était le maire de longue date et président du conseil municipal d'Oświęcim, Roman Mayzel (pl).